# لاسلو تاماس
لاسلو تاماس (بالمجرية: Tamás László Hunor)‏ هو لاعب كرة قدم روماني في مركز الدفاع، ولد في 18 يناير 1988 في Gheorgheni ‏ في رومانيا. لعب مع Szentlőrinci AC ‏.

## وصلات خارجية
- لاسلو تاماس على موقع اتحاد المجر (الهنغارية)
- لاسلو تاماس على موقع قاعدة بيانات كرة القدم.إي يو (الإنجليزية)
- لاسلو تاماس على موقع Soccerway.com (الإنجليزية)